# Casa Publicadora das Assembleias de Deus
Casa Publicadora das Assembléias de Deus (CPAD) é uma editora cristã brasileira. Suas atividades iniciaram-se em 13 de março de 1940, no Rio de Janeiro, quando deu início à sua organização jurídica na cidade do Rio de Janeiro. É um órgão administrativo e vinculado ministerialmente à Convenção Geral das Assembleias de Deus no Brasil (CGADB), sendo atualmente presidido pelo pastor José Wellington Bezerra da Costa.
A CPAD está presente no rádio, na TV, nas mídias digitais, e-books, como gravadora musical e na literatura. Produz eventos em todo o país na capacitação de líderes, obreiros e professores de escola dominical. Tradicionalmente publica novas edições da Harpa Cristã, principal hinário protestante do Brasil. Mantém filiais em outros países de língua portuguesa, como Guiné Bissau.
O conselho de administração da empresa é presidido pelo pastor José Wellington Costa Junior e a direção executiva por Ronaldo Rodrigues.